# Alexander and the Terrible, Horrible, No Good, Very Bad Day
Alexander and the Terrible, Horrible, No Good, Very Bad Day (bra: Alexandre e o Dia Terrível, Horrível, Espantoso e Horroroso; prt: Alexandre e o Terrível, Horrível, Nada Bom, Péssimo Dia) é um filme estadunidense de comédia, dirigido por Miguel Arteta. O filme é baseado no livro de mesmo nome escrito por Judith Viorst. O filme é estrelado por Steve Carrel, Jennifer Garner, Ed Oxenbould, Toni Trucks, Dylan Minnette, Kerris Dorsey, Bella Thorne e Jennifer Coolidge.
O filme foi lançado nos Estados Unidos em 10 de outubro de 2014.

## Sinopse
O filme mostra os dias de muito azar do pequeno Alexandre Cooper, que se sente um verdadeiro "peixe fora d'água" dentro de sua família. Até que, em um dia antes do seu aniversário de 12 anos, Alexandre deseja que seus pais e Seus irmãos tenham um dia tão ruim, como os dele. Na manhã seguinte, para a surpresa de Alexandre, seu pedido se realiza.

## Elenco
- Steve Carrell como Ben Cooper (pai de Alexandre)
- Jennifer Garner como Kelly Cooper (mãe de Alexandre)
- Ed Oxenbould como Alexandre Cooper
- Dylan Minnette como Anthony Cooper
- Kerris Dorsey como Emily Cooper
- Elise Vargas e Zoey Vargas como Trevor Cooper
- Bella Thorne como Celia
- Jennifer Coolidge como Sra. Huggs
- Toni Trucks como Steph
- Dick Van Dyke como Ele mesmo
- Megan Mullally como Nina
- Donald Glover como Greg
- Burn Gorman como Mr. Brand
- Jesse Garcia como Dwayne
- Mary Mouser como Audrey Gibson
- Samantha Logan como Heather
- Alex Désert como Sr. Rogue
- Joel Johnstone como Logan
- Jonathan Slavin como vendedor de smokings
- Sidney Fullmer como Becky Gibson
- Eric Edelstein como Sr. Tanucci
- Reese Hartwig como Elliot
- Steve Bannos como Guarda-costas de Dick Van Dyke
- David Harris como David
- Lincoln Melcher como Philip Parker
- Mekai Curtis como Paul Mumphy